# Christian Pedersen Agerskov
 Der er flere personer med dette navn, se Christian Agerskov.
Christian Pedersen Agerskov (14. marts 1714 i København – 2. december 1789 sammesteds) var en dansk embedsmand.
I året 1742 blev han fuldmægtig i Assignationskontoret i Rentekammeret, efter at han "i de sidste 9 Aar havde tjent ved Kammeret i Hof- og Militæretatens Kontor og, medens den forrige Renteskriver og Fuldmægtigen i samme Kontor begge paa én Tid formedelst Svaghed vare fraværende, ved de der forefaldne Forretninger vist Prøve paa sin Habilitet". Han havde tidligere arbejdet som kgl. regnskabsbetjent. 1754 blev han bogholder ved Assignationskontoret, 1759 kammerråd, 1760 revisor ved den almindelige Pensionskasse, samme år tillige kommitteret i Bygningskommissionen, 1762 revisor ved Overskattedirektionen og Ekstraskatkassen. 1765-88 besørgede han sekretariats-, bogholderi- og revisionsforretningerne i Fonden ad usus publicos.
I 1768 blev han justitsråd, 1771 medlem af og revisor i Overbygningsdirektionen, 1776 etatsråd, 1781 konferensråd, samme år deputeret i Finanskollegiet og 1788 på grund af aldersdomssvaghed dispenseret fra sit embede med bibeholdelse af sin gage og forpligtelse til at bistå Kollegiet med sine råd i påkommende tilfælde. Han døde 1789, anerkendt som en særdeles nidkær, redelig og dygtig embedsmand. Han er begravet på Holmens Kirkegård.